# Дубовое (Донецкая область)
Дубовое (укр. Дубове) — посёлок, входит в Шахтёрский городской совет Донецкой области Украины. Находится под контролем самопровозглашённой Донецкой Народной Республики.

## География

#### Соседние населённые пункты по странам света
С: город Шахтёрск
СЗ: Садовое, Зачатовка, Сердитое, Цупки
СВ: Молодецкое
З: —
В: Зарощенское
ЮЗ: Русско-Орловка
ЮВ: Шапошниково, Большая Шишовка
Ю:Захарченко

## Население
Население по переписи 2001 года составляло 200 человек.
Население на июнь 2017 год составляло 85 человек. Подсчет был составлен Обуховской Ольгой и Злобиной Ольгой, жителями поселка Дубовое.

## Достопримечательности
В окрестностях села Дубового находится памятник природы местного значения — урочище «Обушок».

## Общая информация
Телефонный код — 6255. Код КОАТУУ — 1415346001.

## Местный совет
86250 Донецкая обл., Шахтерский городской совет, пгт. Сердитое, ул. 301 Донецкой дивизии, 2а, тел. 71-56-29